# Maromme-Canteleu Volley 76
 (mai 2017).
Si vous disposez d'ouvrages ou d'articles de référence ou si vous connaissez des sites web de qualité traitant du thème abordé ici, merci de compléter l'article en donnant les références utiles à sa vérifiabilité et en les liant à la section « Notes et références ».
Le Maromme-Canteleu Volley 76, anciennement appelé Amicale laïque Maromme de 1979 à 1991, Amicale laïque Canteleu-Maromme Volley-Ball de 1991 à 2012, puis Canteleu-Maromme Volley-Ball de 2012 à 2017, est la section volley-ball d'un club omnisports français, fondée en 1979 et basée à Maromme (Seine-Maritime). Le club du MCV76 est en collaboration avec les sections sportives de volley-ball du collège Charles Gounod (Canteleu) et du collège Le Cèdre (Canteleu). Le MCV76 a obtenu le Label CLUB FORMATEUR OR (2023/2024 et 2024/2025) le classant parmi les meilleurs clubs formateurs de France.

## Historique
- 1979 : fondation de l'Amicale laïque de Maromme[1]
- 1991 : fusion avec le club de Canteleu. Devient l'Amicale laïque Canteleu-Maromme Volley-Ball[1]
- 1992-1993 : accession en Nationale 3.
- 1998-1999: accession en Nationale 2.
- 2000-2001: descente en nationale 3
- 2001-2002 : accession en Nationale 2.
- 2005-2006 : accession en Nationale 1.
- 2006-2007 : accession en Pro B.
- 2007-2008 : 7e de Pro B.
- 2008-2009 : Ligue B.
- 2009-2010 : Pro B.
- 2010-2011 : Nationale 1.
- 2011-2012 : Nationale 1.
- 2012 : devient Canteleu-Maromme Volley-Ball[1]
- 2012-2013 : 10e de Ligue B
- 2013-2014 : 3e de Ligue B (1er de la saison régulière)
- 2014-2015 : descente en Nationale 2 alors que la montée en Ligue A était dans la poche (problèmes financiers)
- 2017 : le club dépose le bilan et repart sous le nom Maromme-Canteleu Volley 76
- 2020-2021 : accession en Nationale 3 Masculine
- 2020-2021 : accession en pre-nationale feminine
- 2021-2022 : Championnes de pré-nationale féminine
- 2022-2023 : accession en Nationale 3 Féminine
- 2023-2024 : pré-nationale féminine
- 2023-2024 : accession en Nationale 2 Masculine
- 2023-2024 : Beach-Volley M13M - 5ème de France
- 2024-2025 : Nationale 3 Masculine

## Bilan saison par saison
| Saison    | Division    | Saison régulière | Phase finale  | Coupe de France | Coupe d'Europe |
| --------- | ----------- | ---------------- | ------------- | --------------- | -------------- |
| 1993-1994 | N3 (4)      |                  |               |                 | -              |
| 1994-1995 | N3 (4)      |                  |               |                 | -              |
| 1995-1996 | N3 (4)      |                  |               |                 | -              |
| 1996-1997 | N3 (4)      |                  |               |                 | -              |
| 1997-1998 | N3 (4)      |                  |               |                 | -              |
| 1998-1999 | N3 (5)      |                  |               |                 | -              |
| 1999-2000 | N2 (4)      |                  |               |                 | -              |
| 2000-2001 | N2 (4)      |                  |               |                 | -              |
| 2001-2002 | N3 (5)      |                  | Champion      |                 | -              |
| 2002-2003 | N2 (4)      |                  |               |                 | -              |
| 2003-2004 | N2 (4)      |                  |               |                 | -              |
| 2004-2005 | N2 (4)      |                  |               |                 | -              |
| 2005-2006 | N2 (4)      |                  | Finaliste     |                 | -              |
| 2006-2007 | N1 (3)      |                  | Finaliste     |                 | -              |
| 2007-2008 | Pro B (2)   | 7e               | -             |                 | -              |
| 2008-2009 | Pro B (2)   | 10e              | -             |                 | -              |
| 2009-2010 | Ligue B (2) | 14e              | -             | 1/8e de finale  | -              |
| 2010-2011 | N1 (3)      |                  |               | -               | -              |
| 2011-2012 | N1 (3)      |                  |               | -               | -              |
| 2012-2013 | Ligue B (2) | 10e              | -             | 1er tour        | -              |
| 2013-2014 | Ligue B (2) | 1er              | 1/4 de finale | 2e tour         | -              |
| 2014-2015 | N2 (4)      |                  |               | -               | -              |
| 2015-2016 | Élite (D3)  |                  |               | -               | -              |
| 2016-2017 | Élite (D3)  | 6e (poule A)     | Forfait       | -               | -              |
| 2017-2018 | D1 (9)      | 1er              | -             | -               | -              |

## Palmarès
- Championnat de Nationale 1 (1)
  - Vainqueur : 2012

## Historique des logos

Logo jusqu'à 2013
Logo depuis 2013

## Joueurs et personnalités du club

### Présidents
- 1980-? :  Bernard Bourbon
- Fin des années 1980 :  Michel Anquetil
- ?-2016 :  Hervé Wisniewski
- Juin 2016-décembre 2016 :  Grégory Fizelier
- Décembre 2016-2017 :  Michel Anquetil
- 2017-2023 : Harold Cristofoli
- 2024/25 : Pierre Illand et Johann Monnier

### Entraîneurs
- ?-? :   / Wojtek Fabianczyk
- 2011-2012 : / Dario Dukić
- 2012-2016 :   / Wojtek Fabianczyk
- 2017- :  Thierry Bourdon
- 2017-2025 : 🇵🇱 Wojtek Fabianczyk
- 2017-? : 🇫🇷Florian Barbeau

### Comité directeur
- 2024/2025 : Pierre Illand, Johann Monnier, Jérôme Philippe, Lauryn Coquisart, Alyssa Benoist, Patrice Guerout

### Effectifs

#### Saison 2013-2014 (Ligue B)
| No                                     | Nom                                    | Date de naissance                      | Taille                       | Poids                        | Poste                        |
| -------------------------------------- | -------------------------------------- | -------------------------------------- | ---------------------------- | ---------------------------- | ---------------------------- |
| 1                                      | Pierrick Grossin                       | 4 juin 1978                            | 200                          |                              | Attaquant                    |
| 2                                      | Jan Krba                               | 22 octobre 1986                        | 200                          | 86                           | Attaquant                    |
| 3                                      | Keliann Gougez                         | 18 mai 1993                            | 190                          |                              | Passeur                      |
| 4                                      | Bertrand Morelle                       | 30 septembre 1978                      | 190                          |                              | Libero                       |
| 6                                      | Olivier Fabre                          | 6 décembre 1986                        | 200                          |                              | Central                      |
| 7                                      | Dario Dukić                            | 13 mai 1973                            | 200                          | 75                           | Réceptionneur-attaquant      |
| 8                                      | Sébastien Ducange                      | 16 juin 1983                           | 200                          |                              | Central                      |
| 9                                      | Charles Destephen                      | 26 mars 1992                           | 185                          |                              | Réceptionneur-attaquant      |
| 10                                     | Janusz Gorski                          | 2 avril 1992                           | 195                          |                              | Réceptionneur-attaquant      |
| 11                                     | Nemanja Ćubrilo                        | 1er mars 1990                          | 200                          |                              | Central                      |
| 12                                     | Sullivan Fernandes                     | 24 mai 1992                            | 186                          |                              | Central                      |
| 13                                     | Maciej Fabianczyk                      | 10 janvier 1993                        | 201                          |                              | Réceptionneur-attaquant      |
| 15                                     | Nemanja Vidović                        | 22 mars 1991                           | 195                          |                              | Passeur                      |
| 16                                     | Ivan Todorović                         | 25 novembre 1981                       | 194                          |                              | Réceptionneur-attaquant      |
| 17                                     | Željko Ćorić                           | 24 août 1988                           | 200                          |                              | Passeur                      |
| 18                                     | Paul Anquetil                          | 26 janvier 1991                        | 175                          |                              | Libero                       |
|                                        |                                        |                                        |                              |                              |                              |
| Encadrement technique                  | Encadrement technique                  |                                        | Légende                      | Légende                      | Légende                      |
| Entraîneur : Wojtek Fabianczyk         | Entraîneur : Wojtek Fabianczyk         | Entraîneur : Wojtek Fabianczyk         | : Capitaine                  | : Capitaine                  | : Capitaine                  |
| Entraîneur(s) adjoint(s) : Dario Dukić | Entraîneur(s) adjoint(s) : Dario Dukić | Entraîneur(s) adjoint(s) : Dario Dukić | : Joueur blessé actuellement | : Joueur blessé actuellement | : Joueur blessé actuellement |

| Équipe type : Maromme-Canteleu Volley 76                                                           |
| \| Ćorić · # 17 Todorović · # 16 Ducange · # 8 Krba · # 2 Dukić · # 7 Fabre · # 6 Morelle · # 4 \| |
| Ćorić · # 17 Todorović · # 16 Ducange · # 8 Krba · # 2 Dukić · # 7 Fabre · # 6 Morelle · # 4       |

| Ćorić · # 17 Todorović · # 16 Ducange · # 8 Krba · # 2 Dukić · # 7 Fabre · # 6 Morelle · # 4 |